# 瓜沥镇
瓜沥镇，中国浙江省杭州市萧山区下辖的一个镇。辖区总面积42.5平方公里，总人口33.13万。
境内有航坞山、白龙寺。2013年8月，瓜沥镇、坎山镇、党山镇合并设立新的瓜沥镇。该镇辖11个社区、63个行政村，镇政府驻航坞路220号。2019年中国百强乡镇第55名。

## 辖区
瓜沥镇辖有：
航坞社区、塘头社区、芭蕉砚社区、东灵社区、城中社区、东湖村、运西村、航民村、永福村、明朗村、横埂头村、大义村、低田畈村、长巷村、运东村、东恩村、大园村、沙田头村、隆兴和村、靖一村、如松村、渔庄村、进化村、群联村、东方村、友谊村、渭水桥村和永联村。

## 參閱
1. ↑  杭州市萧山区瓜沥镇概况 |date=2018-03-05
2. ↑  瓜沥镇、坎山镇、党山镇合并设立新的瓜沥镇 的存檔，存档日期2013-10-18.
3. ↑  . 中华人民共和国国家统计局. 2023 （中文（中国大陆））.[]